# Alsip, Illinois
Alsip är en ort (village) i Cook County, i delstaten Illinois, USA. Enligt United States Census Bureau har orten en folkmängd på 19 362 invånare (2011) och en landarea på 16,5 km².